# Kingweston
Kingweston – wieś w Anglii, w hrabstwie Somerset, w dystrykcie (unitary authority) Somerset. Leży 42 km na południe od miasta Bristol i 184 km na zachód od Londynu. W 2002 miejscowość liczyła 128 mieszkańców.